# Наречений і наречена
«Наречений і наречена» — радянська музична комедія 1970 року, знята на кіностудії «Таджикфільм». Прем'єра відбулася по телебаченню 12 квітня 1971 року (Москва).

## Сюжет
Музична кінокомедія про кохання красуні-таджички Гульнори і співака з Азербайджану Рустама.

## У ролях
- Маліка Калантарова — Гульнора
- Олександр Ходжаєв — Рустам
- Дільбар Касимова — Майран-ханум
- Махмуд Тахірі — дядько Хасан
- Анвар Мансуров — старший лейтенант міліції
- Михайло Аронбаєв — Камол-ака
- Хуршед Ганієв — карапуз

## Знімальна група
- Режисер — Мукадас Махмудов
- Сценарист — Тимур Зульфікаров
- Оператор — Анвар Мансуров
- Композитор — Юрій Лядов
- Художники — Володимир Серебровський, Гурген-Гога Мірзаханов